# 펠리니를 찾아서
《펠리니를 찾아서》(영어: In Search of Fellini)는 2017년에 개봉한 미국, 이탈리아의 영화이다.

## 캐스팅
주연
- 세니아 솔로 - 루시 역
- 마리아 벨로 - 클레어 역

조연
- 메리 린 라즈스쿠브 - 케리 역
- 베스 리스그래프 - 실비아 역
- 안드레아 오스바트 - 카비리아 역
- 로렌조 발두치 - 안젤로 역
- 데이비드 오도넬 - 로버트 역
- 모건 월크 - 십대 클레어 역
- 엔리코 에티커 - 피에트로 역

단역
- 바바라 부세